# AC4. (バンド)
AC4 は、2008年にスウェーデンのウメオで結成された、ハードコア・パンク・バンド。

## 来歴
デニスは「Ny Våg Records」を主宰して地元ウメオのバンドを多数世に送り出し、フジ・ロック・フェスティバルにも出演したREFUSEDなどでもフロントマンを務めている。カールはThe VECTORSやBOREDOM BROTHERSなどで演奏し、デビッドはREFUSEDやFINAL EXIT、ジェンズはThe VECTORSやREGULATIONS、そして通称を「138」という新メンバーのクリストファーはD.S.-13、IMPERAL LEATHERなどで活動してきた。フレデリックはAMBULANCEやUX VILEHEADSにて活動。そのサウンドは80年代初期HC、DEAD KENNEDYS、BAD BRAINS等やG.B.H.とMOTÖRHEADをミックスしたものである。
2009年9月オリジナル・ファースト・アルバム『AC4』を発売。彼らのレコードの多くは、デニスが設立したインディー・レーベル「Ny Våg」から発表されている。スウェーデンのハードコア・パンク・バンドとしては、約3年半ぶりに放ったセカンド・アルバムであった。2013年3月にDeathwish Inc.とNy Vågよりリリースされた。
2013年3月に『世界を燃やす - Burn the World - 』をリリースする。翌4月にはMonster Bash ミュンヘン、Monster Bash ベルリン、Groezrockフェスの3つの春フェスに出場した。前作に引き続き録音とミックスを手がけたフレデリックは、AC4のツアー・ドラマーを務めた。

## メンバー

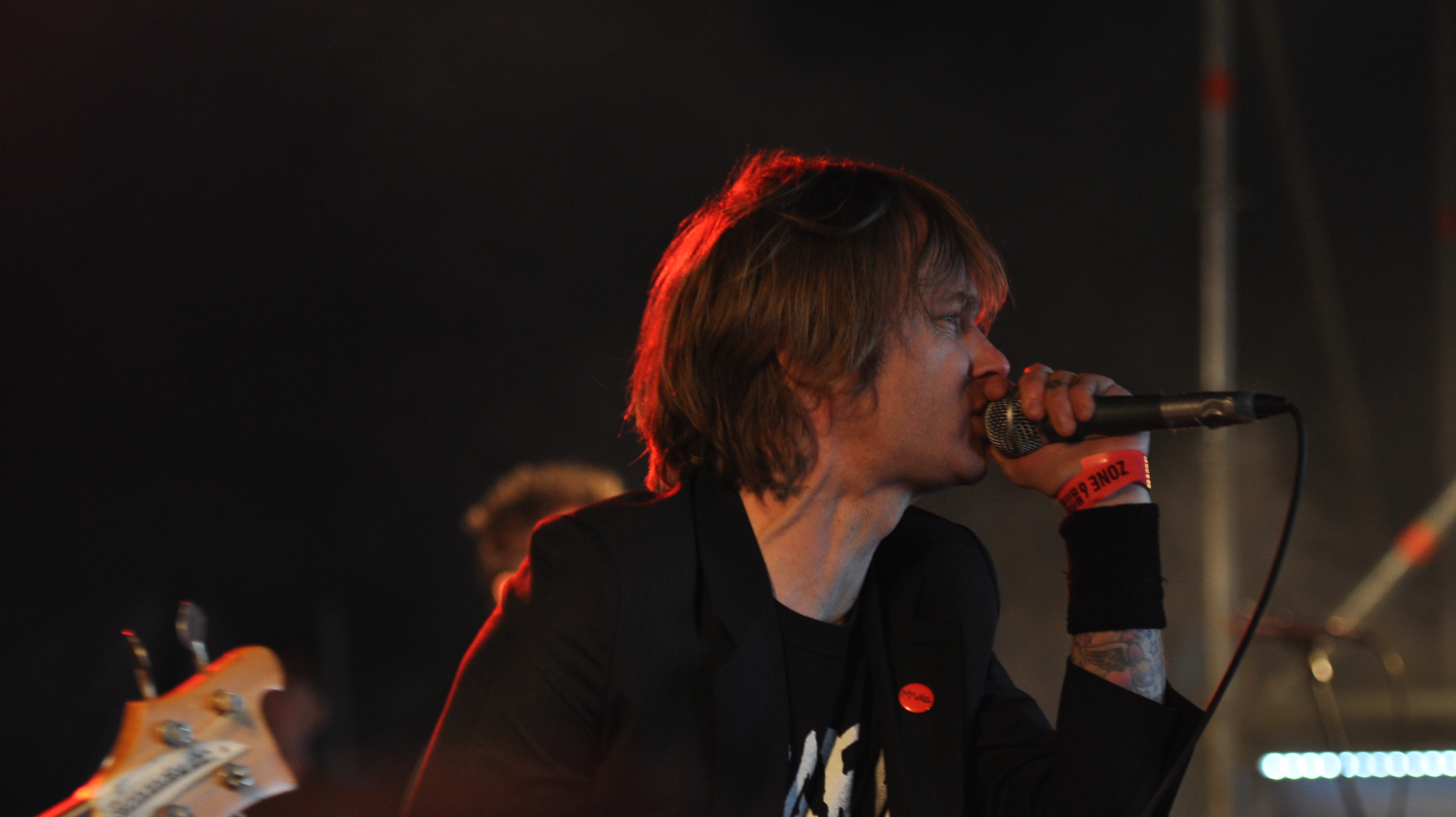
デニスLyxzén
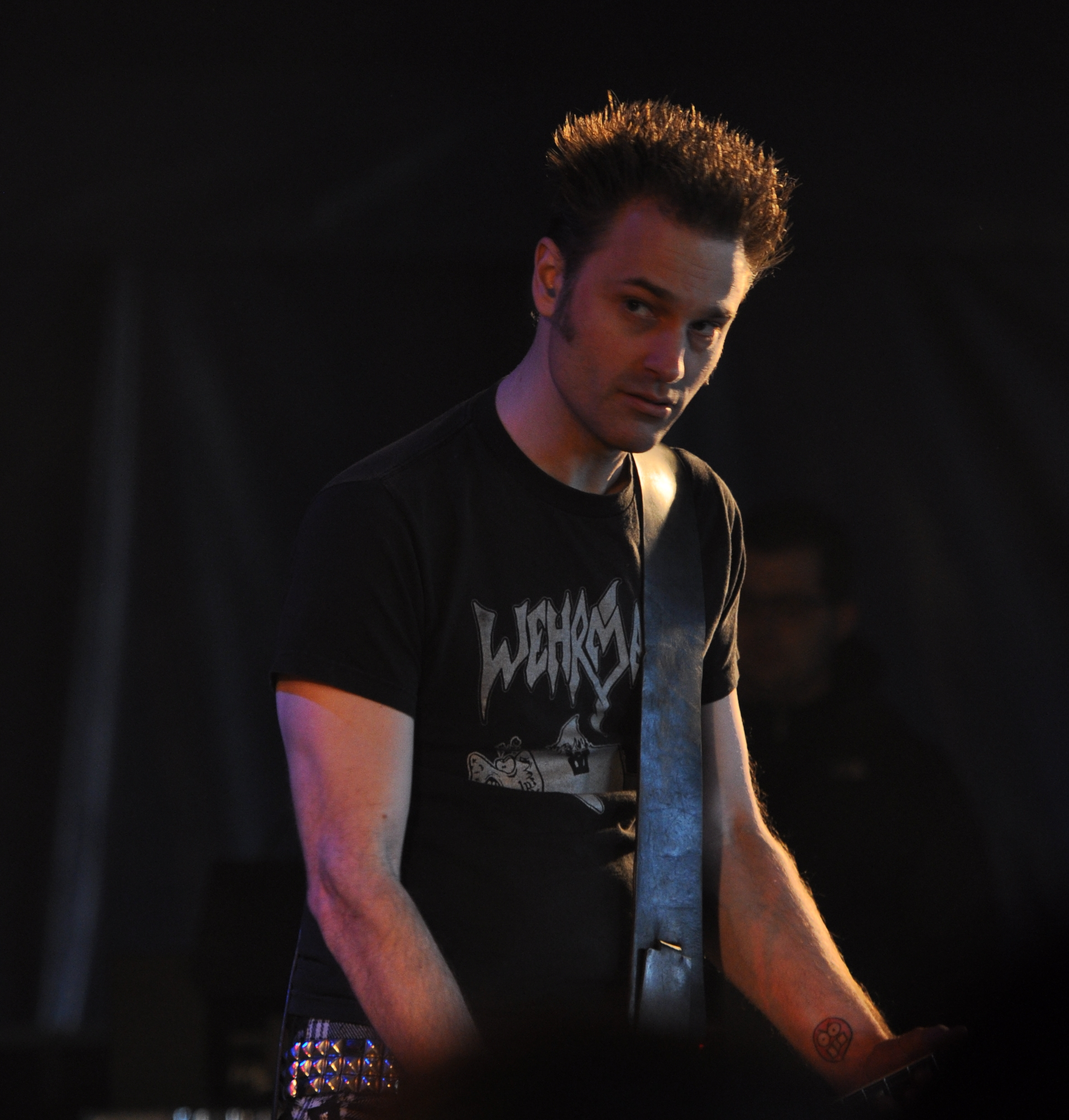
カール·バックマン
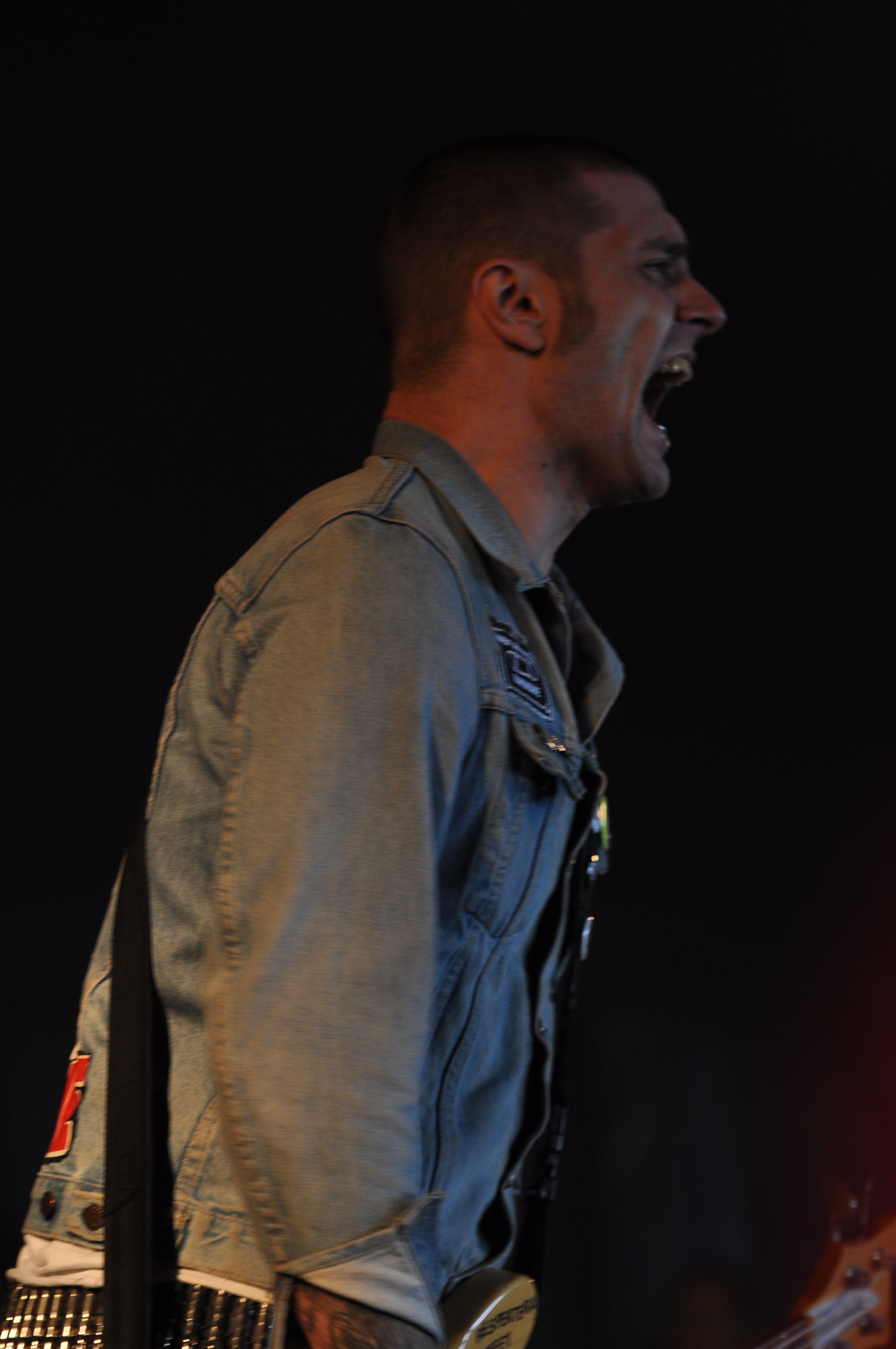
クリストファーRöstlundヨンソン
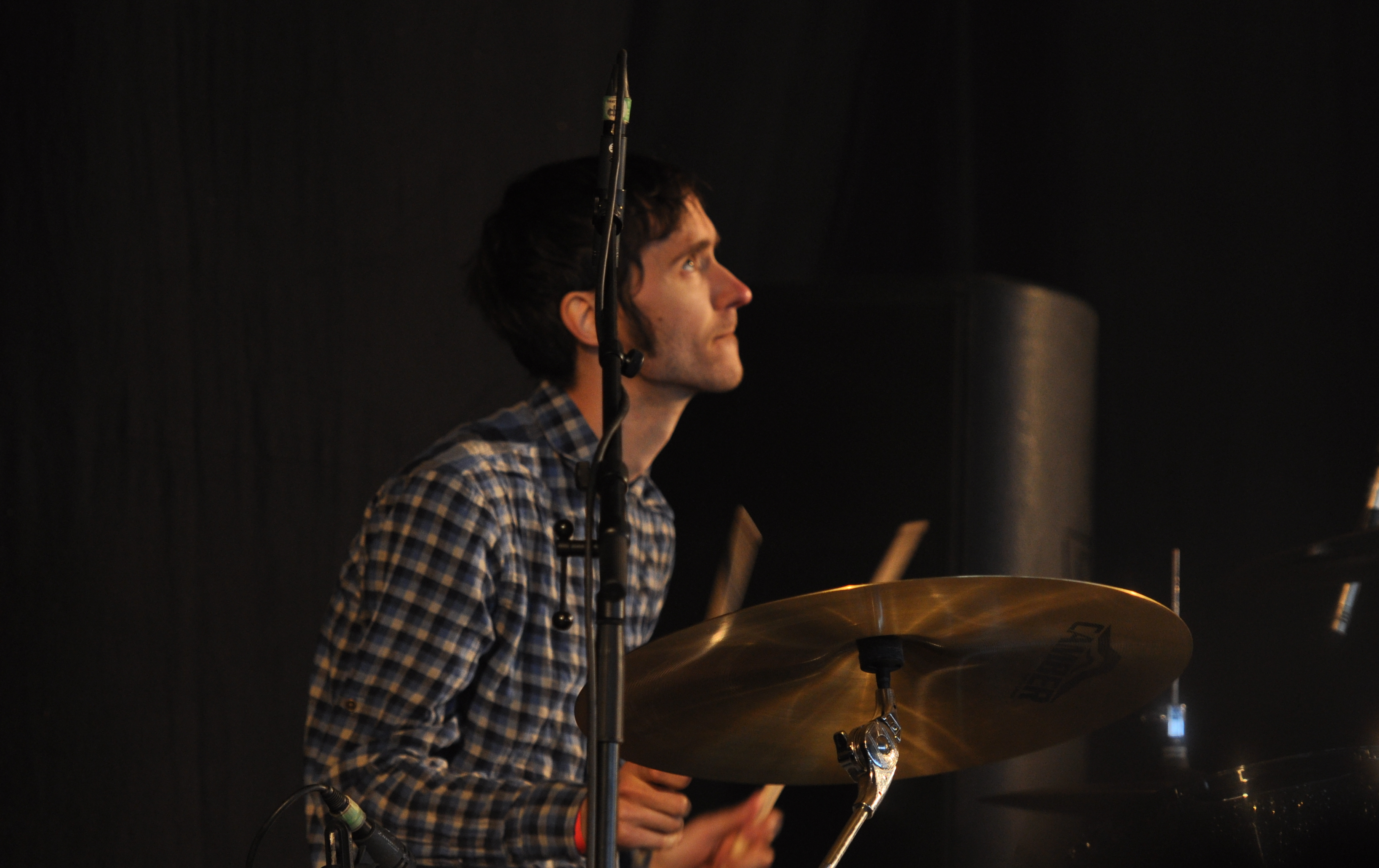
フレデリックLyxzén

### 現在のメンバー
- ボーカル：デニスLyxzén（Dennis Lyxzén(英語)）
- ギター：カール·バックマン（Karl Backman(英語)）
- ベース：クリストファーRöstlundヨンソン（Christoffer Röstlund Jonsson）
- ドラムス：フレデリックLyxzén（Fredrik Lyxzén）

### 元メンバー
- ベース：デビッド・サンドストローム(David Sandström(英語)) (2008–2011)[5]
- ドラムス：イェンスノルデン（Jens Nordén) (2008–2013)

## ディスコグラフィー
- 2009 - AC4 (Ny Våg 2009, Deranged 2010, Shock Records 2011)
- 2010 - Umeå Vråljazz Giganter コンピレーション・アルバム (Ny Våg)
- 2010 - Umeå Hardcore EP (Aniseed Records)
- 2010 - AC4 / SSA (P.Trash)
- 2010 - Angry Scenes Volume 5 コンピレーション・アルバム (Angry Scenes)
- 2013 - Burn the World (Ny Våg, Deathwish Inc.)